# Qusair Amra
Pour les articles homonymes, voir Amra.

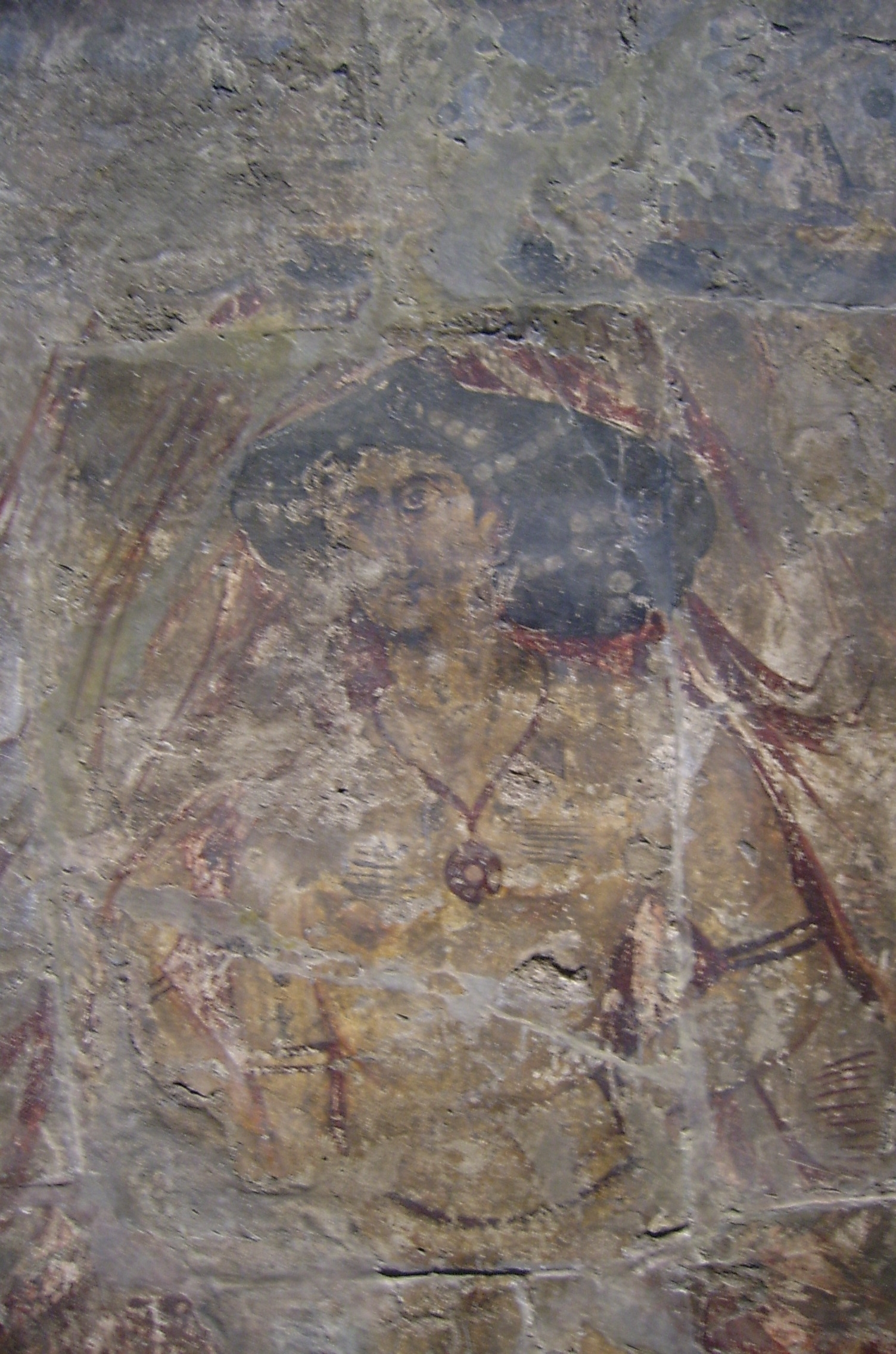
Fresque de Qusair Amra, Musée de Pergame, Berlin

Qusair Amra (en arabe : قصير عمرة, quṣayr ʿamra, « petit palais ») est le plus célèbre des châteaux du désert de l'Est jordanien. C'est l'un des exemples les plus remarquables du premier art omeyyade et de l'architecture islamique. Le château, qui aurait été utilisé comme lieu de villégiature par le calife ou par ses princes pour le sport et le plaisir, est couvert de fresques décrivant des scènes de chasse (de mammifères que la chasse a conduits depuis à l'extinction au Proche-Orient), des fruits et des femmes. Il contient également un système thermal divisé en trois pièces, témoignant d'une influence romaine.

## Géographie
Le château se trouve au bord de la route no 40, à environ 85 kilomètres d'Amman, et à environ 21 kilomètres d'Al-Azraq. Le site est aujourd'hui protégé et clôturé, et fait partie des biens culturels gérés par le Ministère jordanien du Tourisme et des Antiquités. Contrairement à l’image que s’en sont faite les premiers explorateurs, ce château n’est pas vraiment perdu au milieu du désert, mais habilement positionné par les Omeyyades : au cœur d’un climat semi-aride, dans le wadi Boutoum, garantissant de l’eau presque toute l’année. Le site comprend deux zones : la zone habitable est surélevée pour ne pas être exposée aux crues hivernales et la zone basse contenant les puits, les bains (dont le château actuel) ainsi que des pistachiers. L’hypothèse sur l’emplacement de ces bains est qu’on a voulu creuser moins profondément pour obtenir de l’eau pouvant alimenter ces derniers.

## Histoire
Une récente étude a permis de dater Qusair Amra du règne du calife omeyyade Al-Walīd II (743-744) et non plus sous le règne du calife Al-Walīd Ier au début du VIIIe siècle. Longtemps à l'état d'abandon, il est redécouvert par l’Allemand Ulrich Jasper Seetzen, qui le décrit dans ces récits de voyage en 1808, il apparaît aussi dans les carnets de voyage du Suisse Jean Louis Burckhardt, en 1812, mais c’est Alois Musil en 1898 qui organise les premières expéditions pour l’étudier. En 1907, il édita un ouvrage sur ce château, contenant des copies de presque chaque fresque.

## Description
Le bâtiment contenant les bains est composé de 7 pièces : une salle d’accueil avec son trône, 2 chambres de repos, 1 salle avec banquette, 1 tepidarium (bain tiède), 1 caldarium (bain chaud) et une salle de chauffe. La toiture, plutôt qu’être simple et unie, montre tout le savoir-faire omeyyade, en étant composée de 9 voûtes et d’une croix.
À côté des bains se trouve un autre bâtiment, la Saqiyya, bâtiment contenant un puits et son bassin de récupération d’eau. L’eau était transférée aux bains par un système de canalisation souterrain.

## Fresques
Chaque pièce contenant des fresques raconte une histoire différente. Dans la salle d’accueil, la paroi de droite se divise en quatre scènes : une de chasse princière, une représentant 6 souverains (Rodéric des Wisigoths, Justinien II des Byzantins, l'empereur des Perses sassanides Chosroes[Lequel ?] , le négus des Abyssiniens Ashama ibn Abjar et probablement le roi des Indes ainsi que l’empereur de Chine), une représentation d’une femme nue se baignant et de jeunes gens récoltant des olives. Sur la paroi gauche une fresque raconte comment le château s’est construit, en représentant les artisans qui y ont œuvré. L’espace dédié au trône possède une fresque d’un prince dont on ne peut reconnaître l’identité, ainsi que plusieurs musiciens et danseurs. La salle des banquettes raconte le cycle de la vie, de la naissance à la mort. Le tepidarium possède une sorte de manuel d’utilisation illustré : des femmes procédant aux différentes étapes du bain. La voûte céleste avec les 12 signes du zodiaque est représentée dans le caldarium.

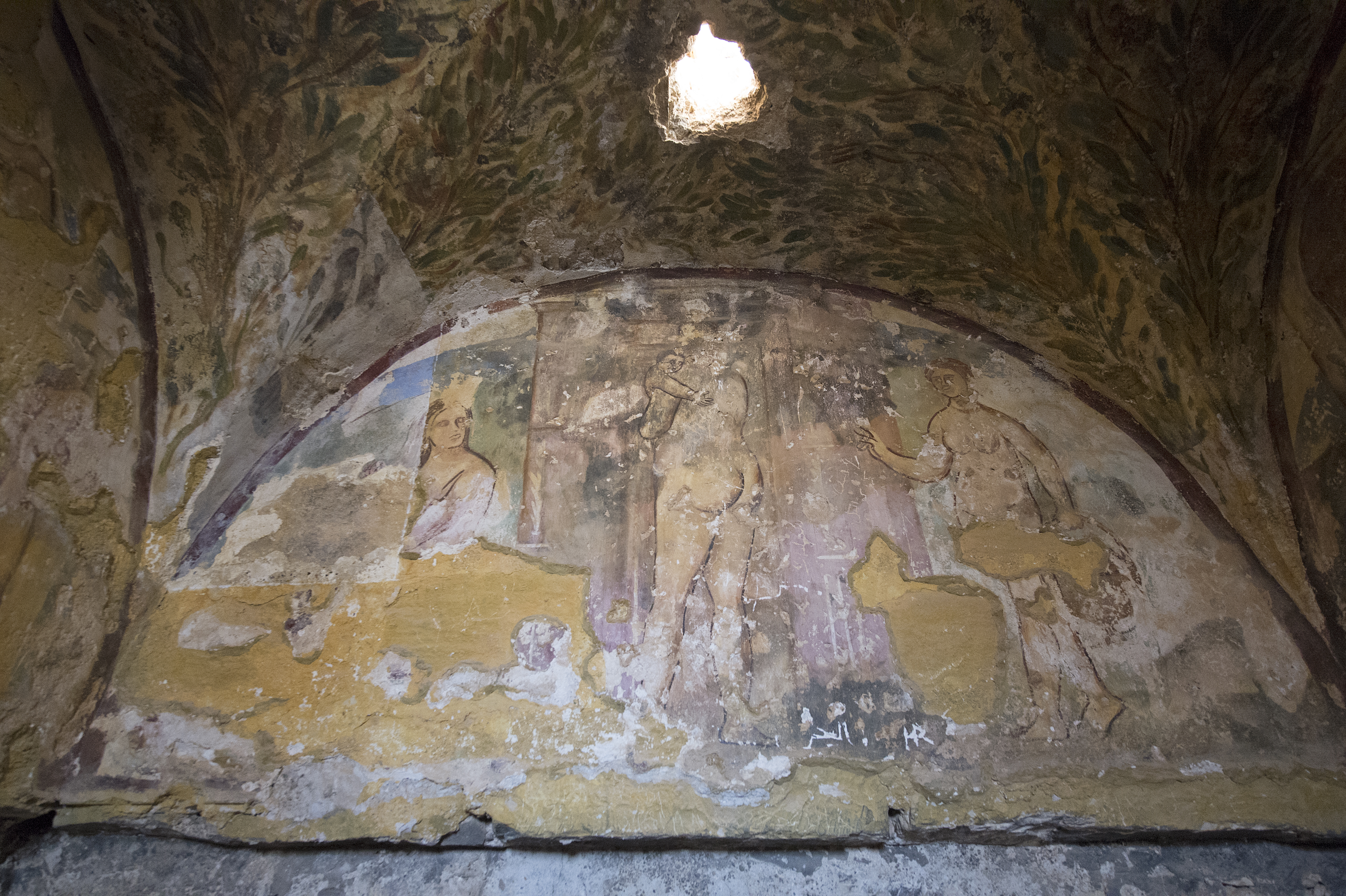
Femmes et enfant au bain.
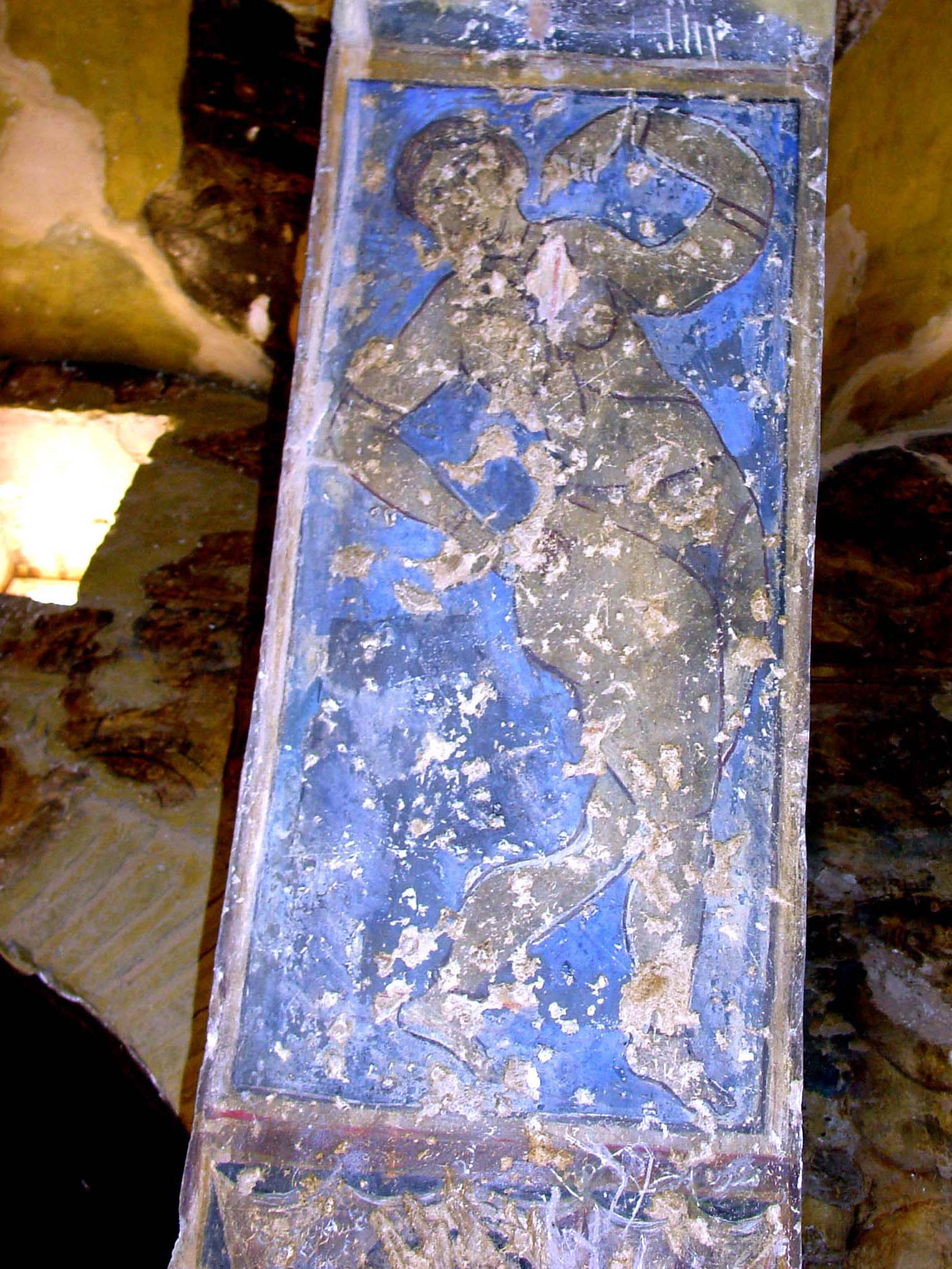
Femme au bain.
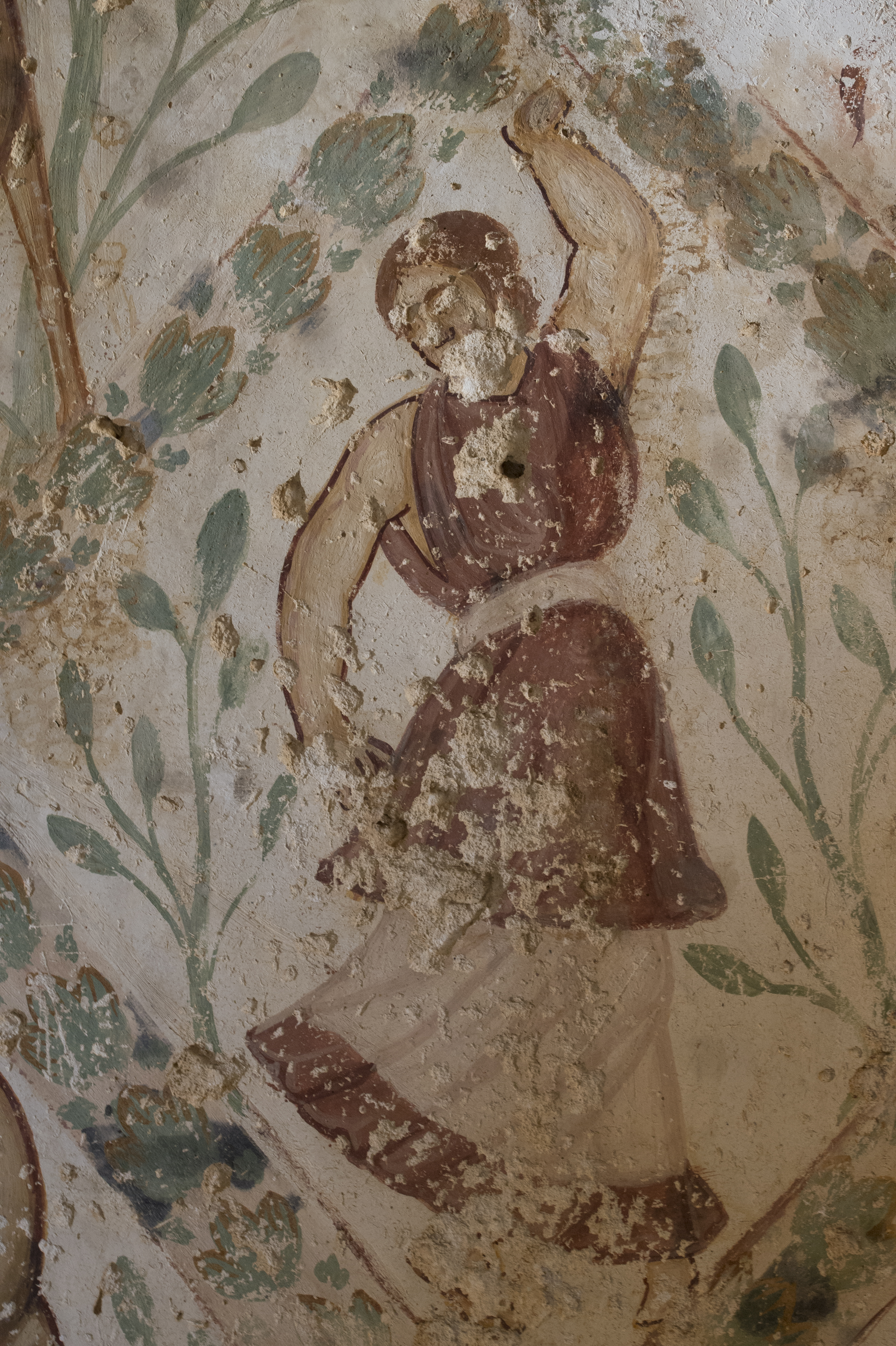
Femme dansant.
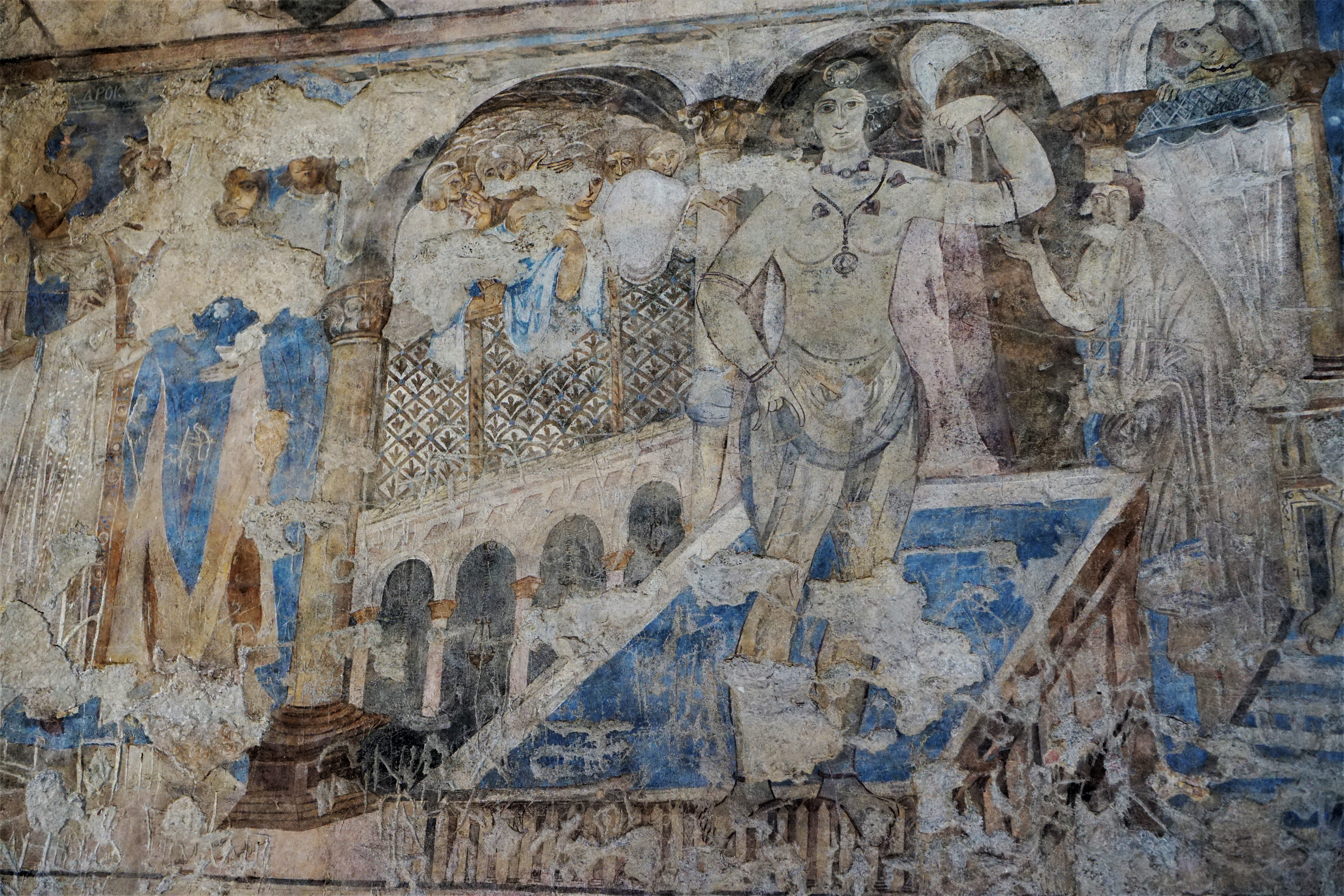
Bain du calif.
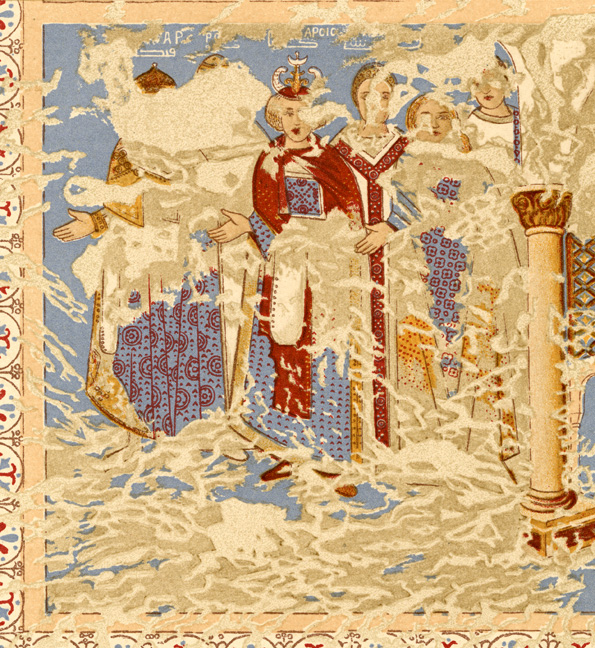
Six princes.
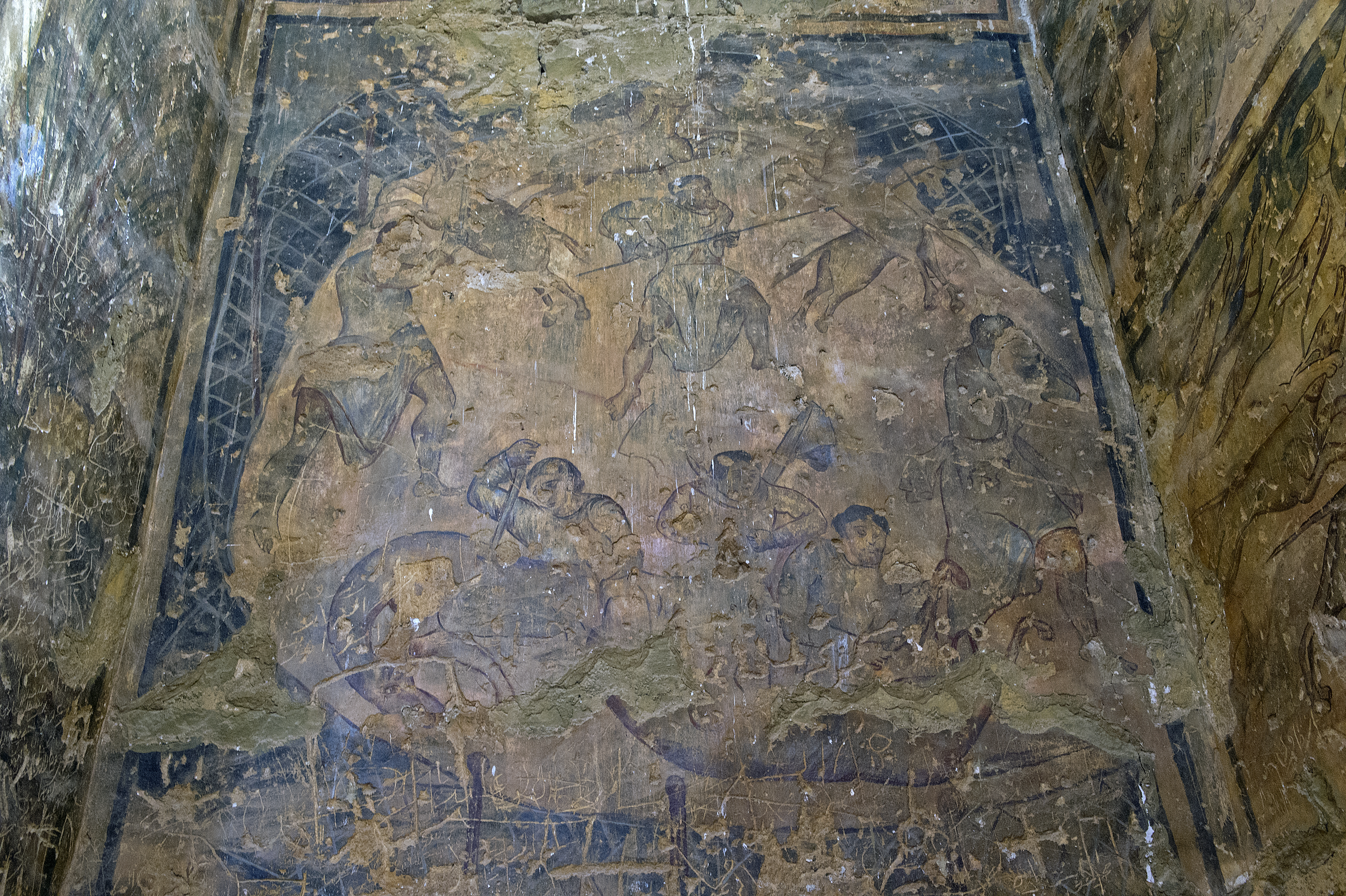
Scène de chasse.
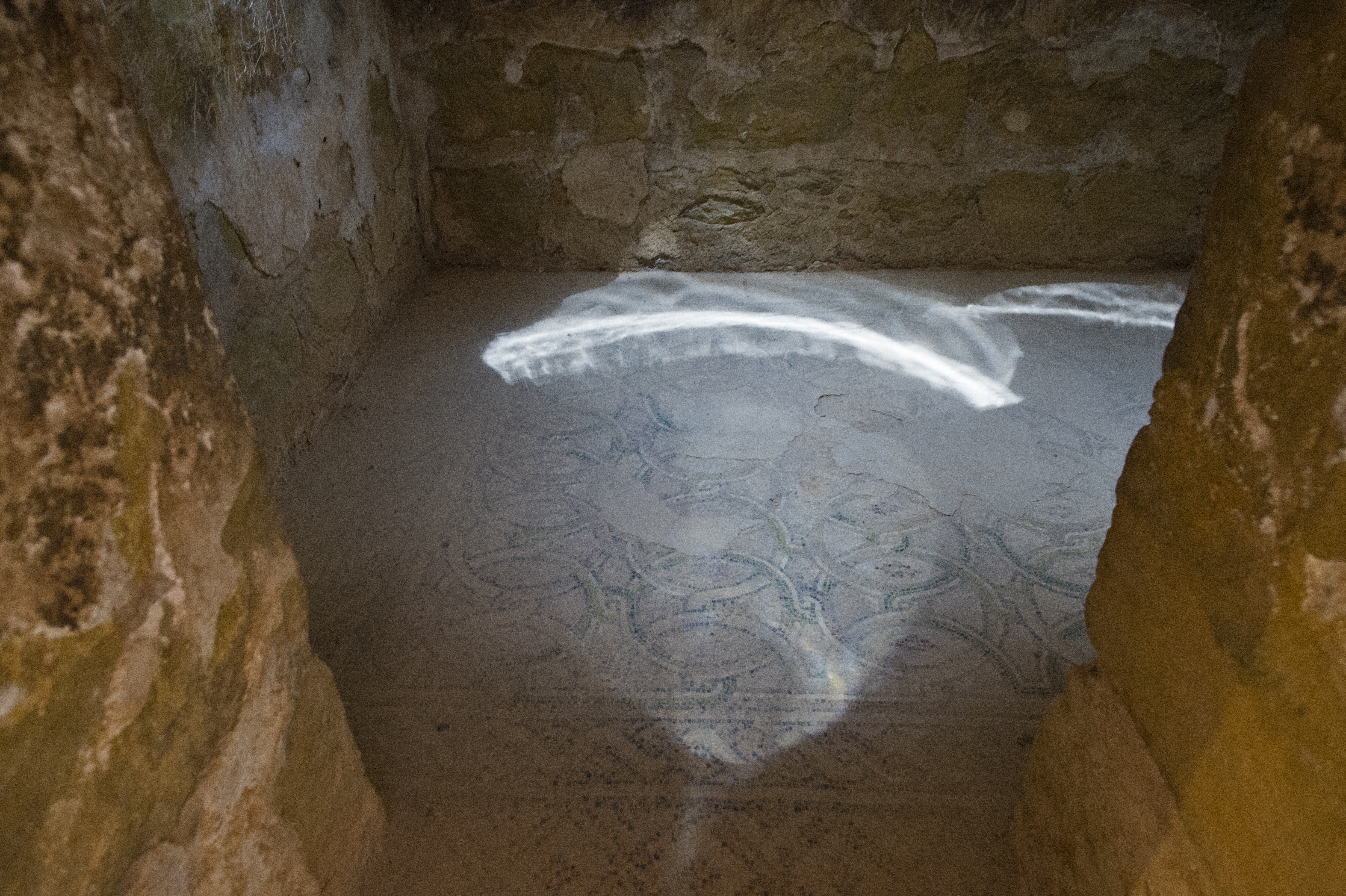
Dallage.
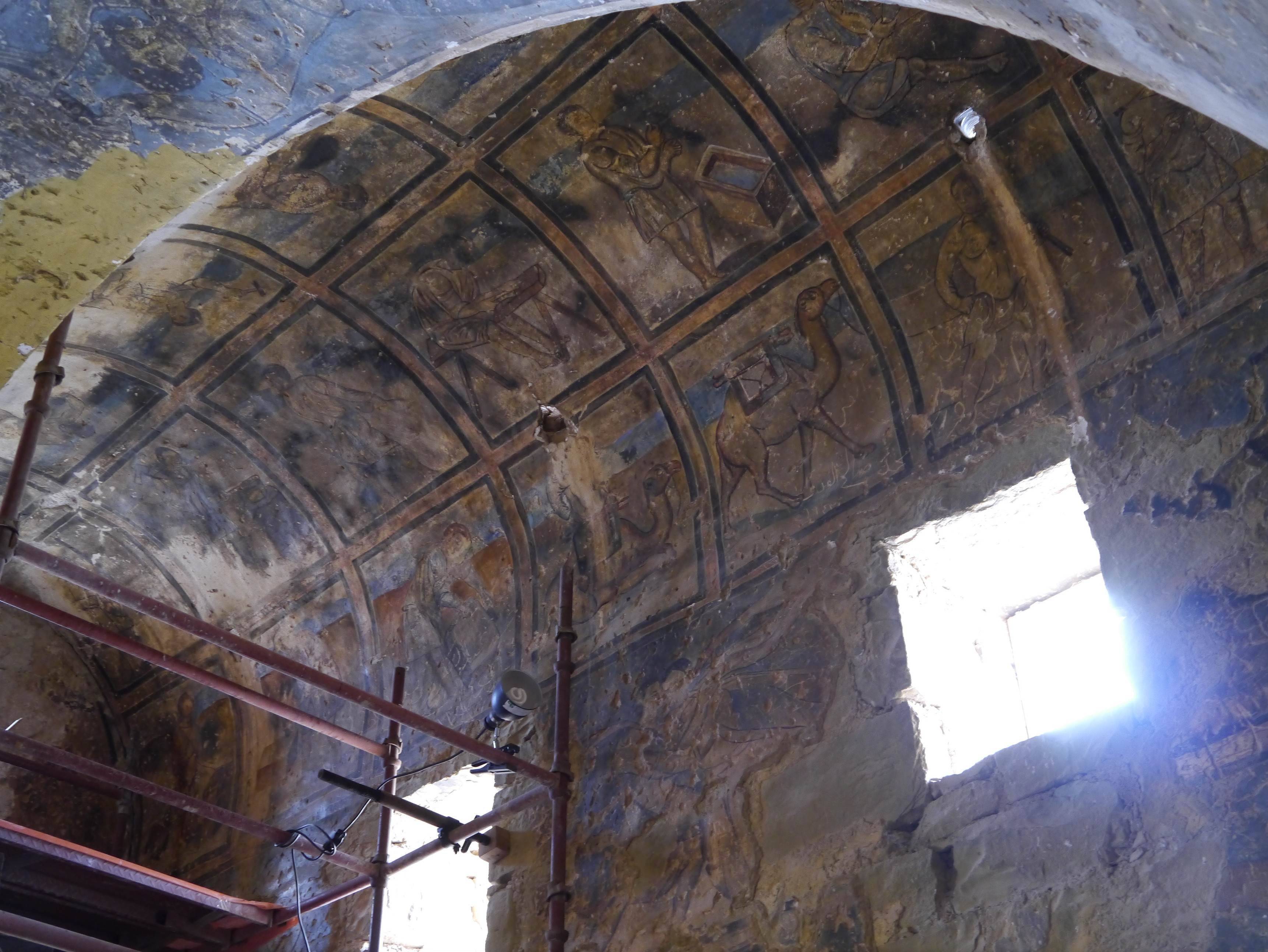
Artisans au travail.

Les thèmes des fresques puisent leur inspiration dans plusieurs cultures : l'ours musicien viendrait des traditions sumériennes ; la femme nue ainsi que les allégories renvoient à l'art gréco-romain ; le souverain du fond de la salle est sans doute une représentation de type byzantin, peut-être imitant un Christ pantocrator. Dans leur style, les peintures font penser aux mosaïques de Ravenne.

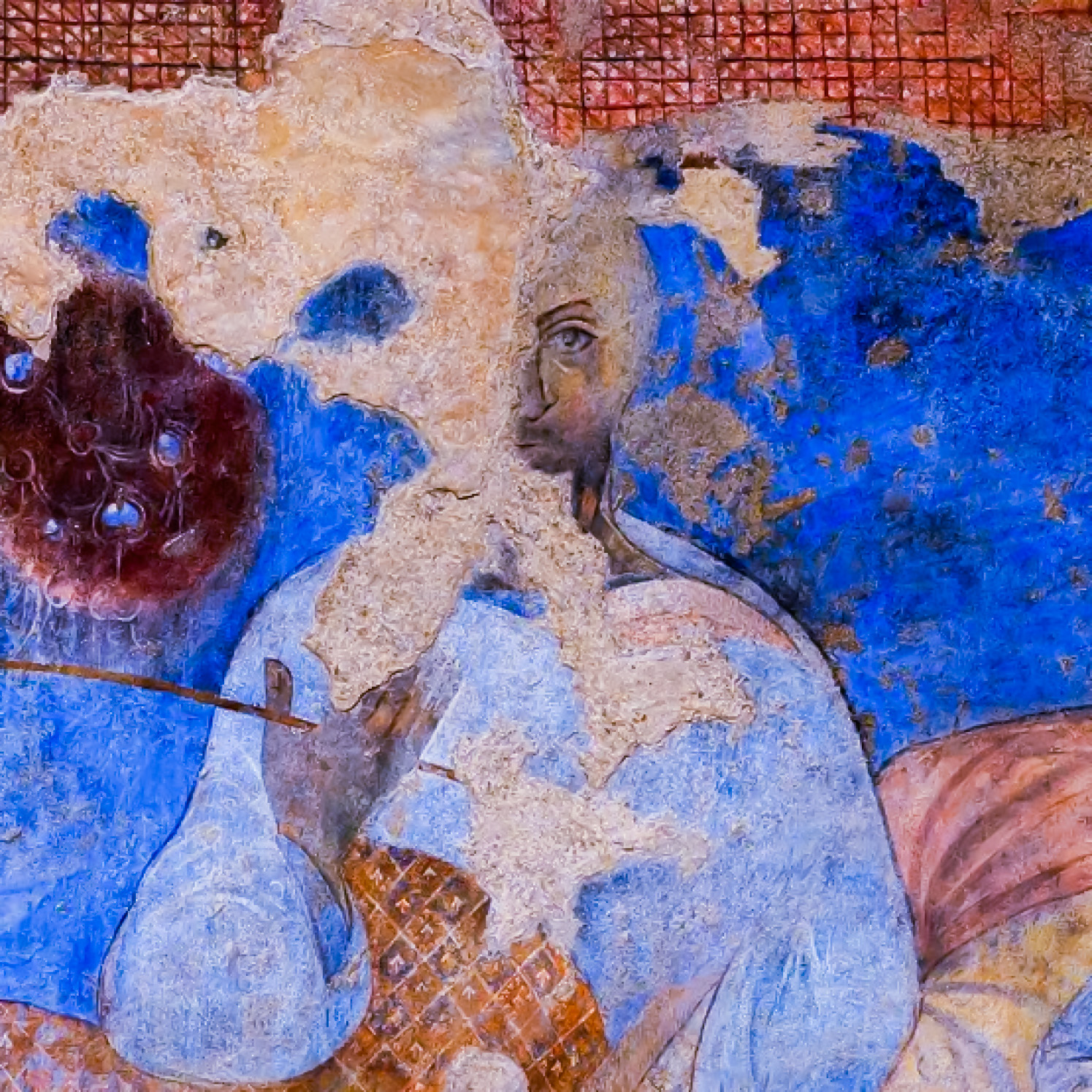
Fresque du calife Al-Walīd II

## Restauration
Longtemps laissé à l’abandon, ce site s’est détérioré au fil du temps. Après les relevés réalisés par Musil, il faut attendre 1972, pour qu’une équipe espagnole viennent consolider les murs, nettoyer les peintures et effectuer un relevé d’architecture. En 1989, un projet franco-jordanien effectue un relevé intégral des peintures et pose un nouveau dallage dans les bains, celui d’origine ayant disparu. Un système de protection contre les crues hivernales du wadi Boutoum est également réalisé.

## Classement au Patrimoine mondial par l'UNESCO
Les longues années d'abandon ont provoqué une grave détérioration de la décoration : les fresques sont endommagées par des graffitis. Des projets de restauration sont en cours. Le puits et le système d'adduction sont visibles.
Il a été désigné patrimoine de l'humanité de l'UNESCO en 1985, sur la base des critères i), iii) et iv) (« chef-d'œuvre du génie créatif humain », « témoignage unique ou pour le moins exceptionnel d'une tradition culturelle », et « exemple remarquable d'un type de bâtiment, d'ensemble architectural ou technologique ou paysage illustrant une étape significative de l'histoire humaine »).

## Variantes orthographiques
La translittération de l'arabe donne lieu à diverses variantes : Quseir Amra, Qasr Amrah, Qasayr Amra, Qasr Amra et Qusayr Amra.